# 冰岛共产党（马列）
冰岛共产党（马列）是冰岛的一个已不存在的共产主义政党。1970年代初，在瑞典哥德堡留学的一些与瑞典共产党马列（革命者）有联系的冰岛学生成立名为“共产主义运动马列”的团体。1972年，正式成立共产主义协会马列。1975年，改名为冰岛共产党（马列）。该党先是奉行毛主义，中阿决裂后转而奉行霍查主义，并承认阿尔巴尼亚劳动党为国际共产主义运动的领导者。1979年，该党与共产主义团结（马列）合并为共产党（后于1985年解散）。